# General-Olbricht-Kaserne

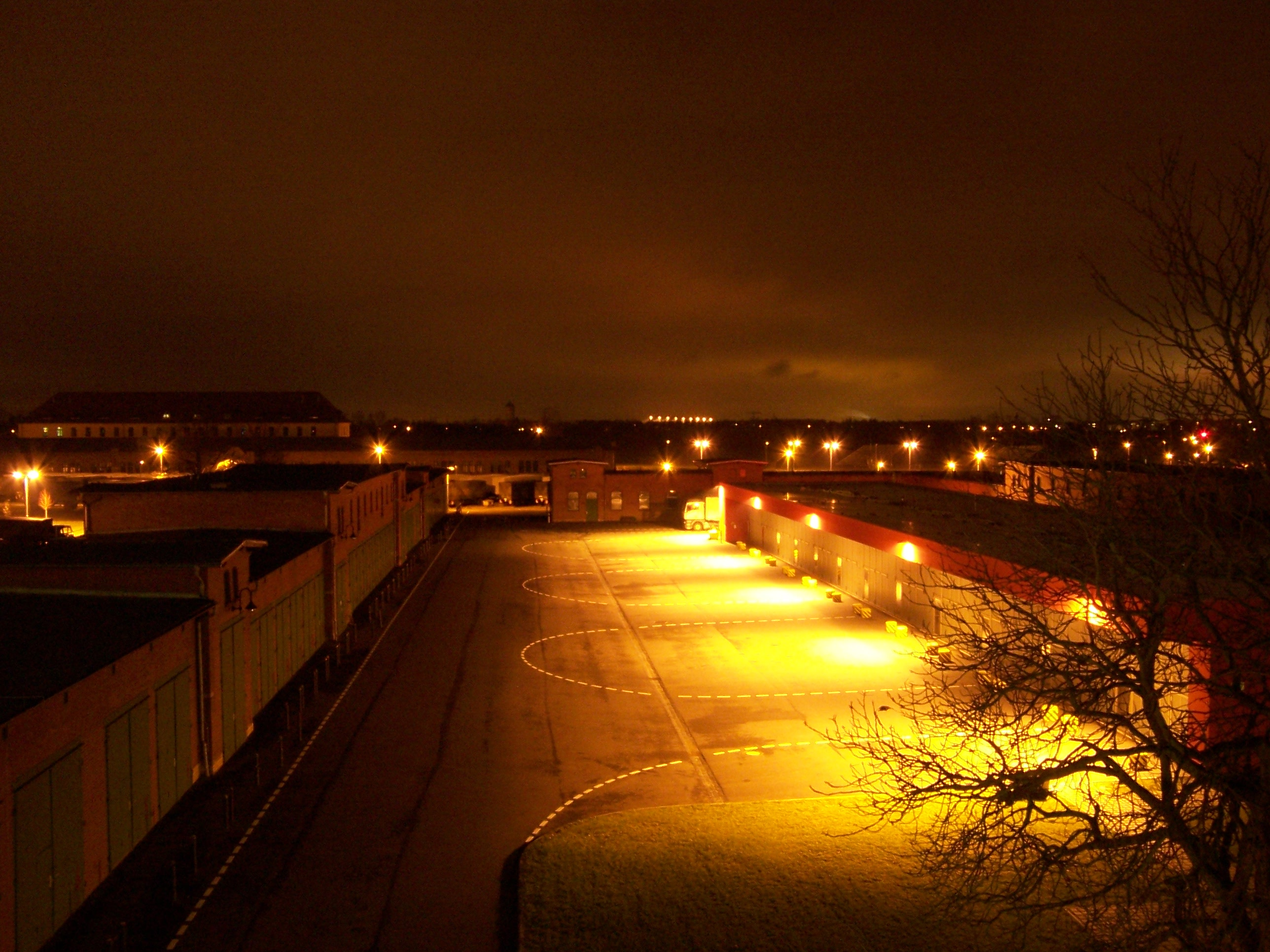
General-Olbricht-Kaserne in Leipzig

Die General-Olbricht-Kaserne ist seit 2015 der einzige Standort der Bundeswehr in Leipzig. Sie ist benannt nach dem General der Infanterie Friedrich Olbricht, der am Attentat auf Adolf Hitler vom 20. Juli 1944 beteiligt war.

## Dienststellen
- Ausbildungskommando (AusbKdo)
- Außenstelle der MAD-Stelle 7
- Familienbetreuungszentrum Leipzig
- Kraftfahrausbildungszentrum Leipzig
- 9. Kompanie des Feldjägerregiment 1 (9./FJgRgt 1)
- Sanitätsversorgungszentrum Leipzig
- ZAW-Betreuungsstelle Leipzig (ZAWBetrSt)

Die Kaserne liegt an der Olbrichtstraße und diente schon der Nationalen Volksarmee der DDR bis 1990 als Standort. Der südliche Teil hieß bis 1991 Alfred-Frank-Kaserne.
Von Herbst 2015 bis Anfang 2017 diente daneben ein Teil der General-Olbricht-Kaserne als temporäre Erstaufnahmeeinrichtung des Landes Sachsen für Flüchtlinge.
Am 13. Juni 2015 fand erstmals in der Geschichte ein bundesweiter Tag der Bundeswehr statt, bei der sich auch die Kaserne in Leipzig beteiligte. Anwesend waren auch verbündete Streitkräfte aus Großbritannien, den Niederlanden und den USA.

## Geschichte
| Jahr      | Meilenstein |
| --------- | --- |
| 1895–1897 | Kasernenbau |
| 1897–1914 | Königl.-Sächs. 8. Infanterie-Regiment "Prinz Johann Georg" Nr. 107 Königl.-Sächs. 2. Ulanen-Regiment Nr. 18 |
| 1919      | Grenzjägerbataillon 12 der Grenzjägerabteilung 4 |
| 1919–1920 | 3. Sächs. Grenzjäger- (Reichswehr-) Regiment 37 3. Kp Reichswehr-Kavallerie-Regiment 19 |
| 1921–1939 | Infanterieregiment 11 |
| 1939–1942 | Infanterie-Ersatz- und Ausbildungsbataillon 11 |
| 1942–1945 | Grenadier-Ersatzbataillon 11 Grenadier-Ausbildungsbataillon 11 |
| 1949–1952 | 1. Volkspolizeibereitschaft Sachsen |
| 1952–1956 | Kasernierte Volkspolizei (KVP) |
| 1956–1990 | Artillerieregiment 3 |
| 1956–1983 | Flakregiment 3 |
| 1956–1961 | Pionierbataillon 3 |
| 1957–1972 | Panzerbataillon / Mot.-Schützen-Regiment 16 |
| 1959–1990 | Topographisch-Geodätische Einheit 3 |
| 1960–1990 | Funktechnische Kompanie 3, ab 1974 Funktechnisches Bataillon 3 |
| 1974–1984 | Panzerjägerabteilung 3 |
| 1991–1994 | Fernmeldebataillon 701 Topographiezug 700 Fahrschulgruppe Leipzig |
| ab 1994   | Stabs- und Fernmeldebataillon 701 9. Kp Feldjägerregiment 1 / Feldjägerdienstkommando Leipzig Kraftfahrerausbildungszentrum Leipzig Militärgeographische Stelle Wehrbereich VII (ab 1997) Standortsanitätszentrum Leipzig (ab 1998) Fernmeldesektor 702 (ab 2000) |

## Militärische Nachbareinrichtungen
Vor Schließung der anderen Standorte befanden sich in Leipzig noch folgende militärische Einrichtungen der Bundeswehr:
- Liegenschaft Bahnhofstraße 86 (aufgegeben 2015)
  - Fachsanitätszentrum Leipzig – Teileinheiten Bahnhofstraße (ZSan)
  - Bundeswehrkrankenhaus Leipzig (ZSan)

- Theodor-Körner-Kaserne (aufgegeben 2007)
  - 13. Panzergrenadierdivision (H)
  - 9./Feldjägerregiment 1 (SKB)

- Kaserne Möckern / Georg-Schumann-Kaserne (aufgegeben 1991)[5]

- Kaserne Schönau (aufgegeben 1991)[6]

Durch die Schließungen der anderen – auch sowjetischen – Kasernen ist die General-Olbricht-Kaserne der einzig verbliebene Militärstandort in Leipzig. Alle vorherigen Kasernen wurden entweder gleich nach Aufgabe des Geländes umgewandelt (Georg-Schumann-Kaserne, jetzt Sitz der Deutschen Rentenversicherung Mitteldeutschland und der Agentur für Arbeit Leipzig) oder befinden sich nach langer Zeit des Verfalls noch in Umbau (u. a. Kaisergärten, Parc du Soleil, Quartier Siebengrün, Werk Motor).